# Карролл-стрит (линия Калвер, Ай-эн-ди)
|   |     |       |     |     |   |
| · | · л | · э · | · э | · л | · |

|   |     |       |     |     |   |
| · | · л | · э · | · э | · л | · |

«Карролл-стрит» (англ. Carroll Street) — станция Нью-Йоркского метрополитена, расположенная на линии Калвер, Ай-эн-ди. Станция находится в Бруклине, в округе Карролл-Гарденс, на пересечении Карролл-стрит со Смит-стрит. На станции останавливаются маршруты F (круглосуточно) и G (круглосуточно). Станцию проходит без остановки маршрут <F> (в часы пик в пиковом направлении).
Станция расположена на четырёхпутном участке линии и представлена двумя боковыми платформами, обслуживающими только боковые, локальные пути. Центральные пути углублены относительно локальных, причём на северном конце станции углублены больше, чем на южном, поскольку следующая станция к северу — Берген-стрит, на которой экспресс-пути проходят на нижнем уровне, а к югу все 4 пути вместе выходят на поверхность по дороге к станции Смит-стрит — Девятая улица, которая расположена на мосту. Обе платформы отделаны в тёмно-зелёных тонах. На стенах имеются мозаики с названием станции. Название станции также представлено в виде стандартных чёрных табличек с белой надписью, расположенных на колоннах.
Несмотря на название станции, выходов на Карролл-стрит станция не имеет. Единственный выход со станции расположен в южном конце платформ. Турникетный павильон расположен в мезонине над платформами, благодая чему есть возможность бесплатного перехода между платформами. Выход приводит к перекрёстку Секонд-Плейс и Смит-стрит. Лестница северо-западного входа встроена в здание. С северного конца есть ещё один неработающий выход. Он представлен турникетным рядом на каждой платформе; там нет перехода между платформами. Мезонин отсутствует. Лестницы этого выхода приводят к перекрёстку Смит-стрит и Президент-стрит.

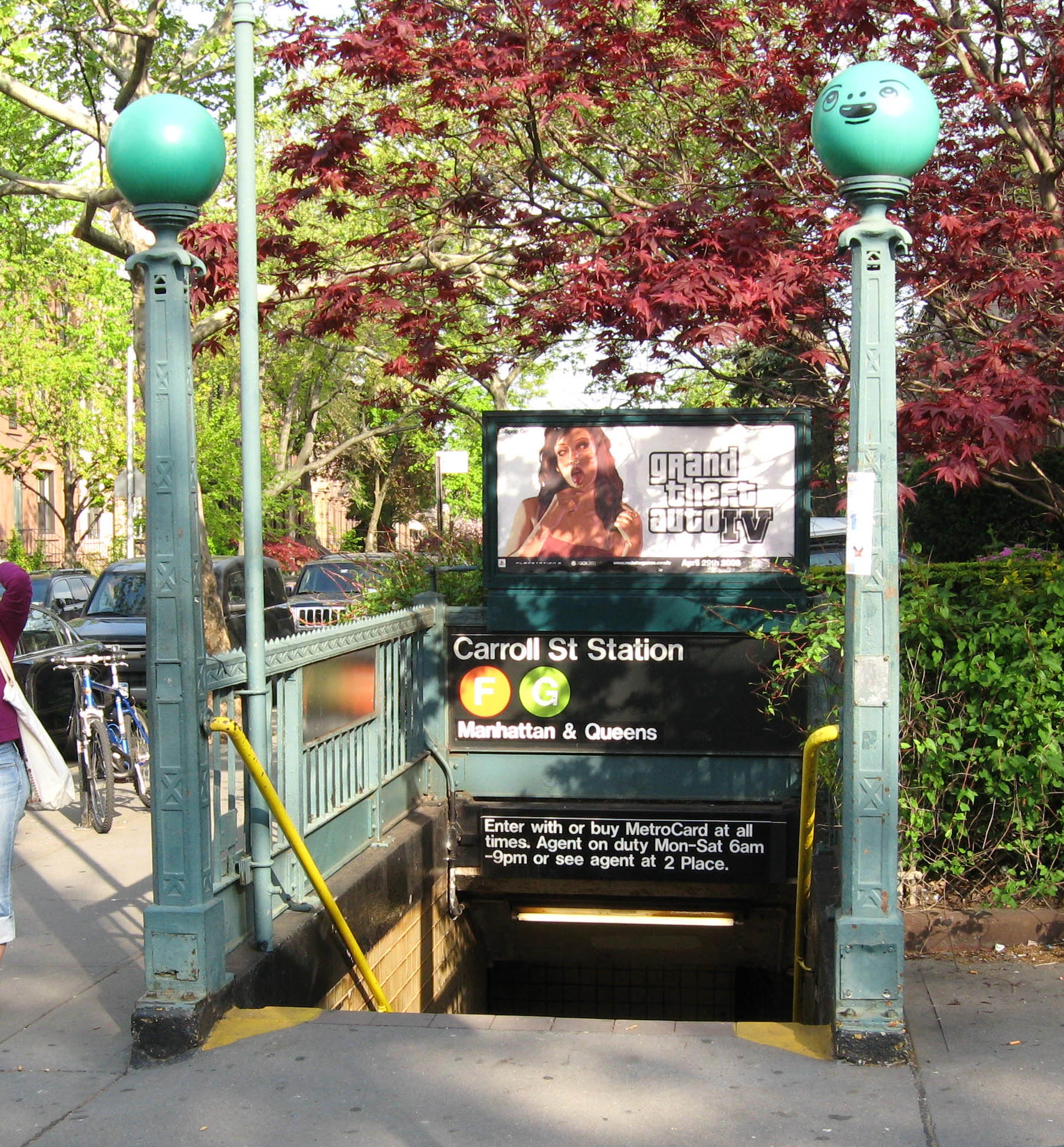
Вход на станцию
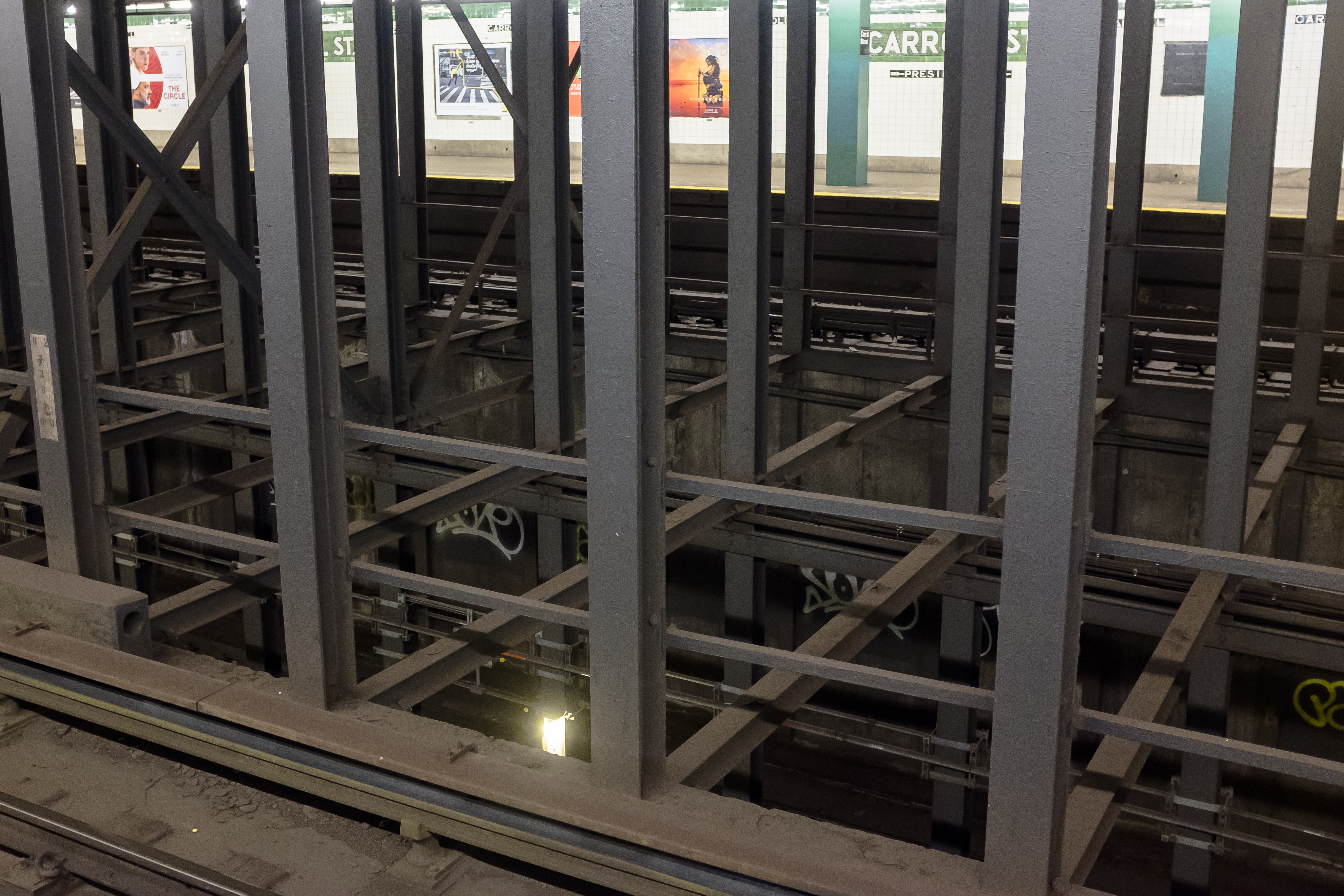
Экспресс-пути в их более заглублённой части